# ジヴォイン・ズドラフコヴィチ
- ジカ・ズドラフコヴィチ
- ギカ・ズドラフコヴィチ

ジヴォイン・ズドラフコヴィチ（セルビア語: Живојин Здравковић, ラテン文字転写例:Živojin Zdravković, 1914年11月24日 - 2001年9月15日）は、セルビアの指揮者。
ベオグラードの生まれ。ベオグラード音楽院でステヴァン・フリスティッチとミハイル・ブクドラゴヴィチの薫陶を受けるも、第二次世界大戦の影響で学業に十分に打ち込めぬまま、1940年に卒業している。第二次世界大戦後はプラハに留学してヴァーツラフ・ターリヒの薫陶を受け、1948年に帰国してベオグラード放送のオーケストラで指揮活動を開始した。1951年にクレシミル・バラノヴィッチが首席指揮者を務めるベオグラード・フィルハーモニー管弦楽団の指揮者陣に加わり、1961年から1978年まで同楽団の首席指揮者を歴任した。
ベオグラードにて没。

## 註
1. ↑  ギカ・ズドラフコヴィチ(Gika Zdravkovitch)やジカ・ズドラフコヴィチ(Zhika Zdravkovich)等と表記されることもある。
2. ↑  “ŽIVOJIN ZDRAVKOVIĆ (24.11.1914 - 15.9.2001)”. 2018年5月31日時点のオリジナルよりアーカイブ。2018年5月31日閲覧。
3. ↑  “Живоин Здравкович”. 2018年5月31日時点のオリジナルよりアーカイブ。2018年5月31日閲覧。
4. ↑  ジヴォイン・ズドラフコヴィチ - Discogs（英語）

| スタブアイコン | サブスタブ | この項目は、まだ閲覧者の調べものの参照としては役立たない、人物に関連した書きかけの項目です。この項目を加筆・訂正などしてくださる協力者を求めています（P:人物伝/PJ:人物伝）。 |